# Piazza Italia (azienda)
Piazza Italia S.p.A. è un'azienda di abbigliamento italiana, fondata nel 1993 a Nola. Nel 2025, conta oltre 1.850 dipendenti e una rete di 279 punti vendita distribuiti sul territorio italiano.

## Punti vendita
Il primo punto vendita del marchio è stato aperto nel centro commerciale "Lo Zodiaco"  di Anzio. Nel luglio 2003 è stato aperto il negozio più grande della catena a Sesto San Giovanni, presso il centro commerciale Ipercoop. Il punto vendita misura circa 3000 m². Dal 2007 il marchio è diventato un franchise.

## Campagne pubblicitarie
- Nel 2010 il marchio Piazza Italia si è reso protagonista di una campagna pubblicitaria "parodia" di una simile proposta poco tempo prima dalla Diesel. L'azienda di Renzo Rosso aveva infatti lanciato la campagna pubblicitaria denominata "Be stupid" ("Sii stupido"), a cui Piazza Italia aveva risposto con "Be Intelligent" ("Sii intelligente"), nei cui manifesti pubblicitari venivano indicati i prezzi dei propri articoli, affiancati alla fotografia di Albert Einstein[4][5][6]
- Nel novembre 2011 è stata lanciata una nuova campagna pubblicitaria "I veri miracoli li facciamo noi", scattata tra le vie di Milano, scegliendo i soggetti per la strada ed immortalandoli nella loro quotidiana semplicità, senza utilizzare alcun capo di abbigliamento dell'azienda.
- La campagna 2012 invece è stata impostata sui disagi dell'Italia durante la grande recessione e su frasi "anti-casta" pronunciate da personaggi anonimi, suscitando interesse ma anche diverse polemiche[7][8].

## Distribuzione
| Asia: - Azerbaigian 1 - Giordania 2 - Kazakistan 1 - Arabia Saudita 1 | Europa: - Italia 279 - Albania 1 - Cipro 3 - Grecia 5 - Malta 3 - Moldavia 2 - Russia 1 - San Marino 1 - Serbia 1 - Ucraina 1 |

## Ex presenza
| Africa: - Libia 1 - Marocco 1 | Asia: - Bahrein 1 - Emirati Arabi Uniti 3 - Georgia 3 - Kuwait 1 | Europa: - Bosnia ed Erzegovina 1 - Croazia 1 - Lettonia 1 - Romania 2 |